# Смирнов, Владимир Николаевич (гребец)
Владимир Николаевич Смирнов (род. 8 октября 1939, Ленинград) — советский гребец, тренер. Мастер спорта СССР (1961), Заслуженный тренер Белорусской ССР (1971), Заслуженный тренер России (1997).
Пришёл в академическую греблю в 1957 году. Являлся членом ленинградского спортивного общества «Динамо». Его тренерами были Игорь Чекин и Эдуард Лин.
Двукратный чемпион СССР в четвёрке распашной без рулевого (1963, 1963). Становился серебряным призёром советского чемпионата 1966 (двойка распашной без рулевого) и 1965 (в двойке распашной с рулевым).
С 1961 по 1965 год — член сборной СССР по академической гребле. На чемпионате мира 1962 года в Швейцарии вместе со Полковским и Рудаковым (рулевой) завоевал бронзовую медаль в двойке с рулевым.
Являлся тренером ленинградских обществ «Спартак» (1967—1970). С 1970 по 1979 — главный тренер сборной Белорусской ССР. Был одним из инициаторов сооружения гребных центров в различных городах Белоруссии. После вернулся в Ленинград, где работал в обществах «Водник» и «Спартак». С 1992 по 1996 год — тренер и директор детско-юношеской спортивной школы «Спартак» по гребле. Являлся тренером-преподавателем по академической гребле в Санкт-Петербургской школе высшего спортивного мастерства по водным видам спорта.
Среди его воспитанников — гребцы Владимир Володенков, Георгий Никитин и А. Смирнов.
Выпускник Ленинградского педагогического института имени А. И. Герцена (1983).